# 太陽の化石
太陽の化石（たいようのかせき）は、日本の歌手グループ、野猿の9枚目のシングル。2000年10月12日発売。

## 解説
- フジテレビ系『とんねるずのみなさんのおかげでした』エンディングテーマ。明治生命（現明治安田生命）「ライフアカウントL.A.」CMソング。
- CDの予約特典としてポスターカレンダーが付いていた。
- このCDには、とんねるずの二人のソロが一切無い。また従来のヴォーカル割り当ては石橋＆平山、木梨＆神波であるが、今回に限り、石橋＆神波、木梨＆平山となっている。
- この曲の間のみ、メンバーの網野高久（持道具担当）に替わり浅野吉朗（放送作家）がダンサーとして参加している。（この間、網野は付き人として参加していた）
- この曲のPVは、栃木県宇都宮市にある大谷資料館内の巨大地下採掘場で撮影された。

## 収録曲
1. 太陽の化石
作詞：秋元康、作曲・編曲：後藤次利
ベストアルバム『撤収』に収録
2. Ash
作詞：秋元康、作曲・編曲：後藤次利
平山&神波のデュエットソング（公表はされていない）
3. なんでやねんのブルース
作詞：秋元康、作曲・編曲：後藤次利、歌：松村匠
2枚目のアルバム『evolution』の通常盤に収録
4. 太陽の化石 -Original Karaoke-
5. Ash -Original Karaoke-